# لیلی بارا
لیلی بارا خواننده اپرای اتریشی ساکن ایران بود.
لیلی بارا که خواننده اپرای وین بود با شروع جنگ جهانی دوم از اروپای شرقی به ایران مهاجرت کرد که همزمان با دوره رضاشاه بود.
بارا ابتدا در هنرستان موسیقی آواز تدریس می‌کرد و سپس اپراهایی را نیز به روی صحنه آورد. در آن زمان رضا شاه با سفر به ترکیه و دیدن اپرا در آن کشور به فکر اجرای اپرا در ایران افتاده بود.
از شاگردان ایرانی لیلی بارا می‌توان به منیر وکیلی و فاخره صبا اشاره کرد.